# MLB All-Star Game 2000
MLB All-Star Game 2000 – 71. Mecz Gwiazd ligi MLB, który odbył się 11 lipca 2000 roku na stadionie Turner Field w Atlancie. Mecz zakończył się zwycięstwem American League All-Stars 6–3. Spotkanie obejrzało 51 323 widzów.
Najbardziej wartościowym zawodnikiem został wybrany Derek Jeter z New York Yankees, który zaliczył 3 uderzenia, w tym double’a i two-run single w pierwszej połowie czwartej zmiany.

## Wyjściowe składy
| American League | American League | American League | American League | National League | National League   | National League | National League |
| #               | Zawodnik        | Klub            | Pozycja         | #               | Zawodnik          | Klub            | Pozycja         |
| --------------- | --------------- | --------------- | --------------- | --------------- | ----------------- | --------------- | --------------- |
| 1               | Roberto Alomar  | Indians         | 2B              | 1               | Barry Larkin      | Reds            | SS              |
| 2               | Derek Jeter     | Yankees         | SS              | 2               | Chipper Jones     | Braves          | 3B              |
| 3               | Bernie Williams | Yankees         | CF              | 3               | Vladimir Guerrero | Expos           | LF              |
| 4               | Jason Giambi    | Athletics       | 1B              | 4               | Sammy Sosa        | Cubs            | RF              |
| 5               | Carl Everett    | Red Sox         | LF              | 5               | Jeff Kent         | Giants          | 2B              |
| 6               | Iván Rodríguez  | Rangers         | C               | 6               | Andrés Galarraga  | Braves          | 1B              |
| 7               | Jermaine Dye    | Royals          | RF              | 7               | Jim Edmonds       | Cardinals       | CF              |
| 8               | Travis Fryman   | Indians         | 3B              | 8               | Jason Kendall     | Pirates         | C               |
| 9               | David Wells     | Blue Jays       | P               | 9               | Randy Johnson     | Diamondbacks    | P               |

| American League                                                              | 0 | 0 | 1 | 2 | 0 | 0 | 0 | 0 | 3 | 6 | 10 | 2 |
| National League                                                              | 0 | 0 | 1 | 0 | 1 | 0 | 0 | 0 | 1 | 3 | 9  | 2 |
| WP: James Baldwin (1–0) LP: Al Leiter (0–1) Home runy: NL: Chipper Jones (1) |   |   |   |   |   |   |   |   |   |   |    |   |

## Składy
| Miotacze - Kevin Brown (5) - Ryan Dempster (1) - Tom Glavine (7) - Danny Graves (1) - Trevor Hoffman (3) - Randy Johnson (7) - Darryl Kile (3) - Greg Maddux (8) - Shane Reynolds (1) - Bob Wickman (1) Łapacze - Jason Kendall (3) - Mike Lieberthal (2) - Mike Piazza (8) |  | Wewnątrzpolowi - Edgardo Alfonzo (1) - Jeff Cirillo (2) - Andrés Galarraga (5) - Todd Helton (1) - Chipper Jones (4) - Jeff Kent (2) - Barry Larkin (11) - Mark McGwire (12) - Edgar Rentería (2) - José Vidro (1) Zapolowi - Barry Bonds (9) - Jim Edmonds (2) - Steve Finley (2) - Brian Giles (1) - Ken Griffey Jr. (11) - Vladimir Guerrero (2) - Jeffrey Hammonds (1) - Andruw Jones (1) - Gary Sheffield (6) - Sammy Sosa (4) |  | Menadżer - Bobby Cox Trenerzy - Larry Dierker - Buck Showalter Honorowy kapitan - Dale Murphy |

| Miotacze - James Baldwin (1) - Chuck Finley (5) - Tim Hudson (1) - Jason Isringhausen (1) - Todd Jones (1) - Derek Lowe (1) - Pedro Martínez (5) - Mariano Rivera (3) - Aaron Sele (2) - David Wells (3) Łapacze - Jorge Posada (1) - Iván Rodríguez (9) Designated hitter - Edgar Martínez (5) |  | Wewnątrzpolowi - Roberto Alomar (11) - Tony Batista (1) - Mike Bordick (1) - Carlos Delgado (1) - Ray Durham (2) - Travis Fryman (5) - Nomar Garciaparra (3) - Jason Giambi (1) - Troy Glaus (1) - Derek Jeter (3) - Fred McGriff (5) - Cal Ripken Jr. (18) - Alex Rodriguez (4) - Mike Sweeney (1) Zapolowi - Jermaine Dye (1) - Darin Erstad (2) - Carl Everett (1) - Matt Lawton (1) - Magglio Ordóñez (2) - Manny Ramirez (4) - Bernie Williams (4) |  | Menadżer - Joe Torre Trenerzy - Lou Piniella - Larry Rothschild Honorowy kapitan - Dave Winfield |

- W nawiasie podano liczbę powołań do All-Star Game.

## Home Run Derby
| Turner Field, Atlanta | Turner Field, Atlanta | Turner Field, Atlanta | Turner Field, Atlanta | Turner Field, Atlanta | Turner Field, Atlanta |
| Zawodnik              | Klub                  | Runda 1               | Runda 2               | Finał                 | Suma                  |
| --------------------- | --------------------- | --------------------- | --------------------- | --------------------- | --------------------- |
| Sammy Sosa            | Chicago Cubs          | 6                     | 11                    | 9                     | 26                    |
| Ken Griffey Jr.       | Cincinnati Reds       | 6                     | 3                     | 2                     | 11                    |
| Carl Everett          | Boston Red Sox        | 6                     | 6                     | –                     | 12                    |
| Carlos Delgado        | Toronto Blue Jays     | 5                     | 1                     | –                     | 6                     |
| Edgar Martínez        | Seattle Mariners      | 2                     | –                     | –                     | 2                     |
| Chipper Jones         | Atlanta Braves        | 2                     | –                     | –                     | 2                     |
| Vladimir Guerrero     | Montreal Expos        | 2                     | –                     | –                     | 2                     |
| Iván Rodríguez        | Texas Rangers         | 1                     | –                     | –                     | 1                     |